# Johannes Käbin

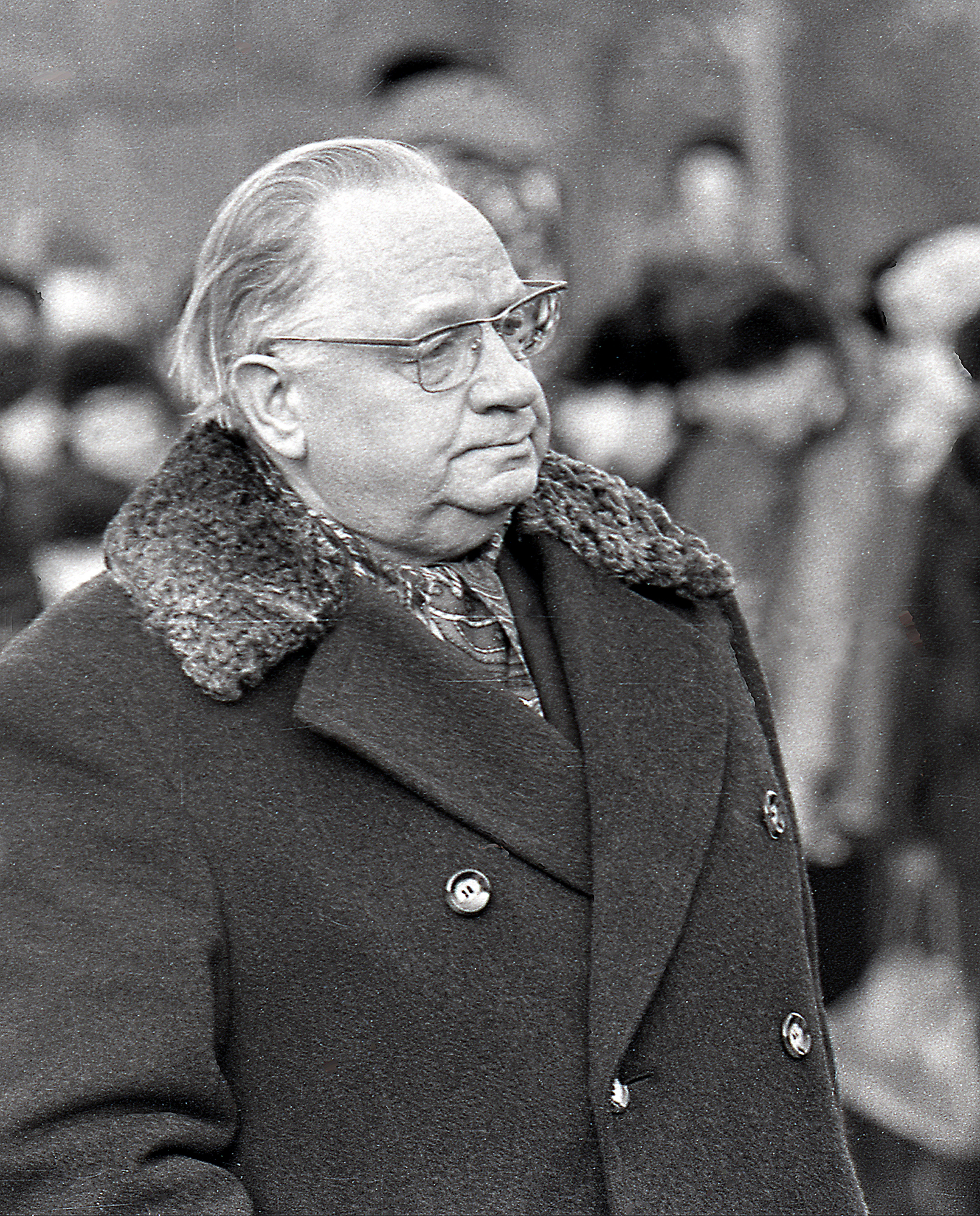
Johannes Käbin (1978)

Johannes Käbin (auch Iwan Gustawowitch Kebin, russisch Иван Густавович Кэбин; * 24. September 1905 in der Gemeinde Rannu, damals Kreis Virumaa; † 26. Oktober 1999 in Tallinn) war ein estnischer Politiker und Kommunist.
Johannes Käbin war ethnischer Este. Er sprach allerdings schlecht Estnisch, da er in Russland aufwuchs. 1910 war seine Familie nach Sankt Petersburg umgezogen und hatte sich dort assimiliert. 1923 wurde Käbin Komsomolze und trat 1927 in die kommunistische Partei ein. Er machte eine Parteikarriere in Leningrad und Omsk und war als Lehrer in Moskau tätig. Nach dem Zweiten Weltkrieg wurde Käbin stellvertretender Propagandaleiter des Zentralkomitees der estnischen kommunistischen Partei und Direktor des Historischen Instituts der Partei.
1950 ersetzte er Nikolai Karotamm als führenden Kommunisten in Estland. Anfänglich als strenger Stalinist angetreten, gelang es Käbin in seiner langen Zeit als Parteivorsitzender mit erstaunlicher Flexibilität, gegenüber Moskau seine eigene Position zu behaupten.
Er war Vorsitzender der Kommunistischen Partei Estlands (Eestimaa Kommunistlik Partei) von 1950 bis 1978, gleichzeitig von 1952 bis 1978 Mitglied des Zentralkomitees der KPdSU. 1978 wurde er gegen den Moskau treueren Karl Vaino als Parteivorsitzender ausgewechselt. Von 1978 bis 1983 war Käbin Vorsitzender des Präsidiums des Obersten Sowjets der Estnischen SSR und damit protokollarisch an höchster Stelle in der Unionsrepublik.
Johannes Käbin war ein relativ moderater Kommunist, der gleichwohl der Festigung der sowjetischen Herrschaft in Estland verschrieben blieb.

## Veröffentlichungen
- Estonia yesterday and today. Progress Publishers, Moscow 1971
- Der große Oktober und Estland. Perioodika, Tallinn 1976
- Estonia, one of the united family. Progress Publishers, Moscow 1985